# Tê tê cây
Tê tê cây hay tê tê bụng trắng (danh pháp khoa học: Manis tricuspis) là một trong 8 loài tê tê còn tồn tại và có nguồn gốc ở vùng xích đạo Châu Phi. Chúng là loài tê tê rừng châu Phi phổ biến nhất.

## Phân loại
Tê tê cây thuộc họ Manidae, bộ Pholidota, được Rafinesque mô tả năm 1821. Hầu hết nhà động vật học xếp chúng vào phân chi Phataginus và một số tác giả nâng lên thành chi Phataginus. Hai phân loài được công nhận vào năm 1972 bởi Meester:

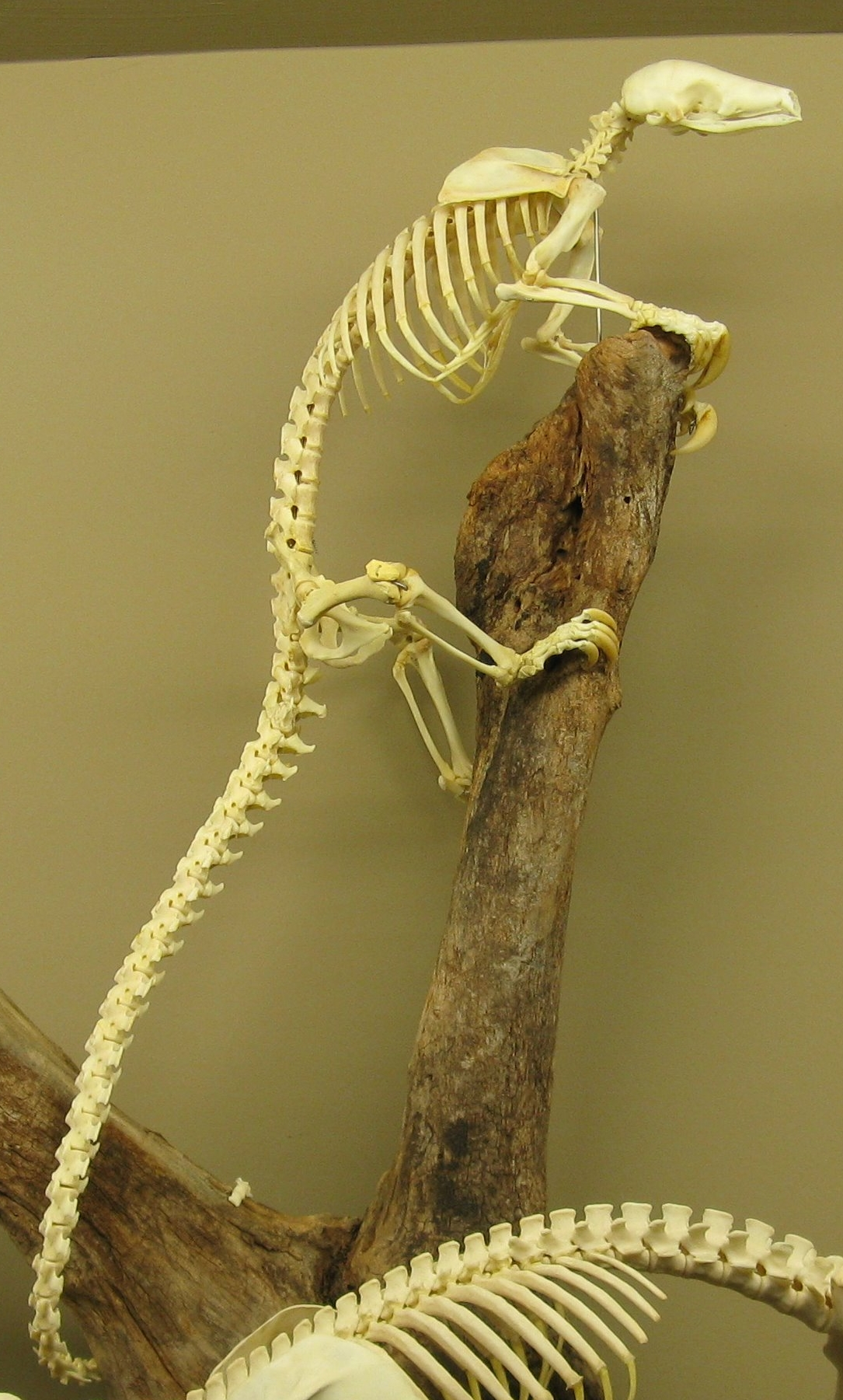
Bộ xương tê tê cây tại Bảo tàng xương học.

- M. t. tricuspis[3]
- M. t. mabirae[4]

## Phạm vi và môi trường sống
Phạm vi sinh sống của tê tê cây từ Guinea qua Sierra Leone và phần lớn Tây Phi tới Trung Phi với điểm cực đông là tây nam Kenya và tây bắc Tanzania. Về phía nam kéo dài đến phía bắc Angola và tây bắc Zambia. Nó đã được tìm thấy trên đảo Bioko trên Đại Tây Dương, nhưng không có hồ sơ xác nhận sự hiện diện tại Senegal, Gambia hay Guinea-Bissau.
Tê tê cây là bán sống trên cây và thường hoạt động về đêm. Nó được tìm thấy ở vùng đất thấp rừng ẩm nhiệt đới cũng như các thảm xavan/rừng. Nó có thể thích nghi với một số mức độ thay đổi môi trường sống.

## Hình ảnh

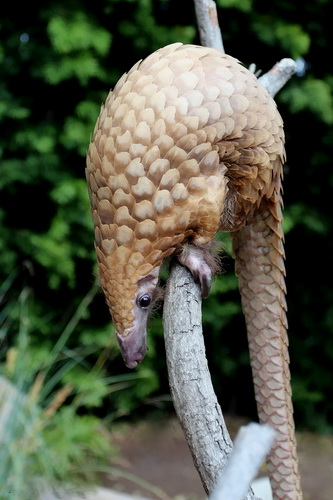
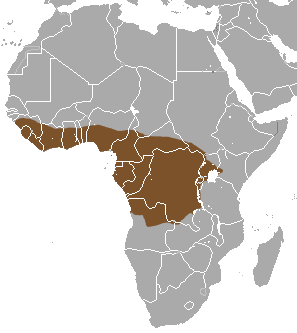
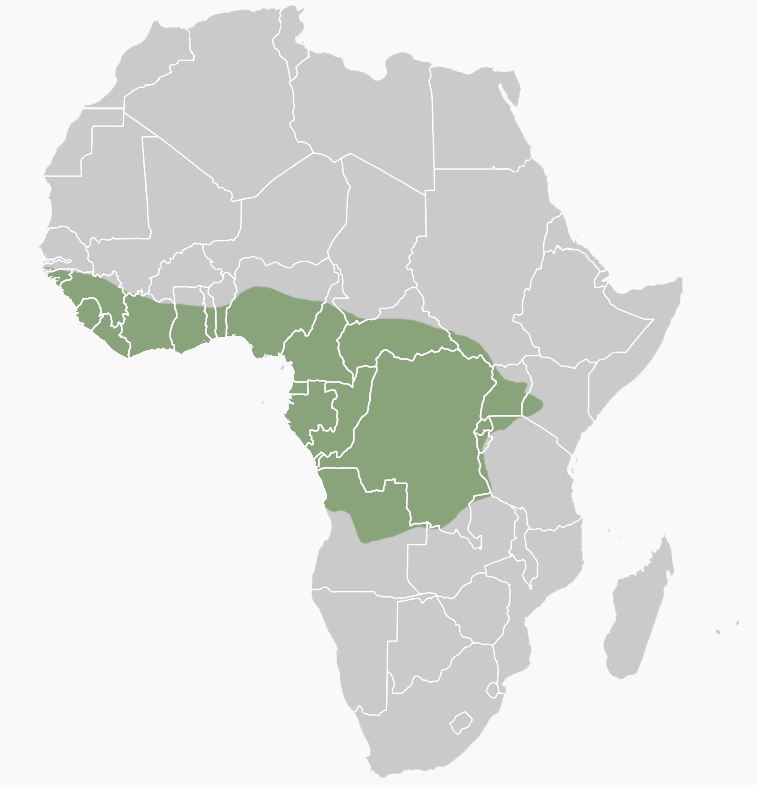
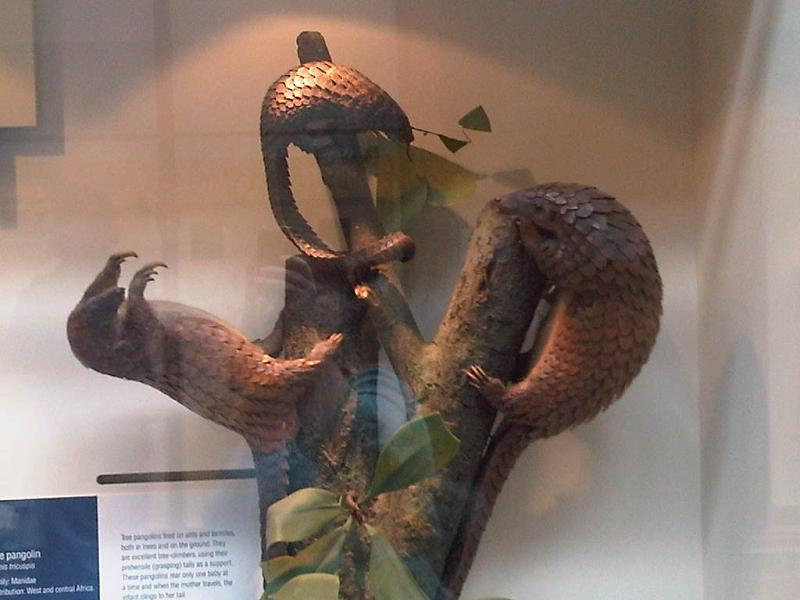